# Pobre diablo
Pobre diablo es una serie animada para adultos de televisión por internet de comedia, creada por Miguel Esteban, Joaquín Reyes y Ernesto Sevilla para HBO Max. Reyes y Sevilla lideran el reparto de voces, completado por Ignatius Farray, Gakian, Stephanie Magnin, Carlos Areces y Verónica Forqué, en su último trabajo para televisión antes de su muerte. La serie originalmente tuvo su estreno previsto para el 2 de diciembre de 2022, pero a mediados de noviembre de 2022, su estreno fue retrasado a febrero de 2023.

## Trama
Stan (voz de Joaquín Reyes) es un chico aparentemente normal y corriente,  salvo por el hecho de que es el anticristo y acaba de cumplir 665 meses, por lo que queda un mes para que alcance la mayoría de edad satánica y con ello pueda empezar a sembrar el caos en la Tierra. Sin embargo, Stan está más interesado en participar en un musical de Broadway.

## Voces
- Joaquín Reyes como Stan
- Ernesto Sevilla como Mefisto
- Gakian como Samael
- Ignatius Farray como Satán
- Stephanie Magnin como Gaby
- Miguel Esteban  como Cancerbero
- Carlos Areces como Guy

con la colaboración especial y póstuma de
- Verónica Forqué como Rose

## Episodios
| N.º en serie | N.º en temp. | Título                               | Dirigido por   | Escrito por                                                                                      | Fecha de lanzamiento original |
| ------------ | ------------ | ------------------------------------ | -------------- | ------------------------------------------------------------------------------------------------ | ----------------------------- |
| 1            | 1            | «El Anticristo en Nueva York»        | Miguel Esteban | Guión: Miguel Esteban Argumento: Miguel Esteban, Joaquín Reyes, Ernesto Sevilla y Helena Pozuelo | 17 de febrero de 2023         |
| 2            | 2            | «Cuánto moflete y qué poca barbilla» | Miguel Esteban | Guión: Miguel Esteban Argumento: Miguel Esteban, Joaquín Reyes, Ernesto Sevilla y Helena Pozuelo | 17 de febrero de 2023         |
| 3            | 3            | «Soy un oso, no veo películas»       | Miguel Esteban | Guión: Miguel Esteban Argumento: Miguel Esteban, Joaquín Reyes, Ernesto Sevilla y Helena Pozuelo | 17 de febrero de 2023         |
| 4            | 4            | «El peor día del año»                | Miguel Esteban | Guión: Miguel Esteban Argumento: Miguel Esteban, Joaquín Reyes, Ernesto Sevilla y Helena Pozuelo | 17 de febrero de 2023         |
| 5            | 5            | «Nadie se ríe de Charlie Mango»      | Miguel Esteban | Guión: Miguel Esteban Argumento: Miguel Esteban, Joaquín Reyes, Ernesto Sevilla y Helena Pozuelo | 17 de febrero de 2023         |
| 6            | 6            | «La jodí y por eso te perdí»         | Miguel Esteban | Guión: Miguel Esteban Argumento: Miguel Esteban, Joaquín Reyes, Ernesto Sevilla y Helena Pozuelo | 17 de febrero de 2023         |
| 7            | 7            | «Groenlandia»                        | Miguel Esteban | Guión: Miguel Esteban Argumento: Miguel Esteban, Joaquín Reyes, Ernesto Sevilla y Helena Pozuelo | 17 de febrero de 2023         |
| 8            | 8            | «El fin de los días aburridos»       | Miguel Esteban | Guión: Miguel Esteban Argumento: Miguel Esteban, Joaquín Reyes, Ernesto Sevilla y Helena Pozuelo | 17 de febrero de 2023         |

## Producción
El 25 de octubre de 2021, un día antes de la llegada de HBO Max a España y la subsecuente descontinuación de HBO España, la plataforma anunció durante su presentación que había encargado una serie de animación para adultos, llamada Pobre diablo, que fue creada por Miguel Esteban, Joaquín Reyes y Ernesto Sevilla, con los dos últimos dando voz a los protagonistas. Ignatius Farray, Gakian, Stephanie Magnin, Carlos Areces y Verónica Forqué también fueron anunciados como parte del equipo de voces. La animación corrió a cargo del estudio Rokyn Animation, situado en Granada, mientras que las labores de producción corrieron a cargo de la productora Buendía Estudios.
Antes de su muerte el 13 de diciembre de 2021, Forqué ya había finalizado parte de su trabajo para la serie. El equipo de la serie decidió mantener su trabajo terminado en el resultado final, convirtiendo a Pobre diablo en la última producción audiovisual en la que Forqué participó. La serie también fue dedicada en la memoria de Forqué.

## Lanzamiento y marketing
El 10 de octubre de 2020, HBO Max anunció que Pobre diablo llegaría a la plataforma en diciembre de 2022. El 8 de noviembre de 2022, la plataforma lanzó el tráiler de la serie y confirmó su llegada pora el 2 de diciembre de 2022. Sin embargo, el 18 de noviembre de 2022, HBO Max anunció que la serie sería retrasada hasta febrero de 2023.